# Avenue René-Fonck
L'avenue René-Fonck est une voie du 19e arrondissement de Paris, en France.

## Situation et accès
L'avenue René-Fonck est une voie située dans le 19e arrondissement de Paris. Elle débute place du Maquis-du-Vercors et se termine au 55, avenue du Belvédère, dans l'axe de l'avenue Jean-Jaurès au Pré-Saint-Gervais.

## Origine du nom
Cette avenue porte le nom de René Fonck (1894-1953), aviateur, as de l'aviation de la Première Guerre mondiale, et homme politique français.

## Historique
La voie a été ouverte sur la Zone non ædificandi de l'enceinte de Thiers et a pris sa dénomination actuelle en 1956.
Elle est réaménagée en 1969 lors de la construction du boulevard périphérique de Paris.